# Jakov Milatović
Jakov Milatović (en serbe en écriture cyrillique : Јаков Милатовић), né le 7 décembre 1986 à Titograd, est un homme d'État monténégrin, président du Monténégro depuis le 20 mai 2023.
Ministre de l'Économie et du Développement économique dans le gouvernement Krivokapić (2020-2022), il remporte le second tour de l'élection présidentielle de 2023 face au président sortant, Milo Đukanović.

## Situation personnelle

### Origines, jeunesse et formation
Jakov Milatović naît le 7 décembre 1986 à Titograd, la capitale de la république socialiste du Monténégro (composante de la république fédérative socialiste de Yougoslavie ; aujourd'hui Podgorica, la capitale du Monténégro indépendant).
Son grand-père et son arrière-grand-père combattent pendant la Seconde Guerre mondiale en tant que partisans yougoslaves.
À Titograd, il est diplômé de l'école primaire et secondaire Gymnasium Slobodan Škerović. Il termine ses études de premier cycle dans le domaine de l'économie à la faculté d'économie de l'université du Monténégro. Il passe une année universitaire à l'université d'État de l'Illinois en tant que boursier des États-Unis, un semestre à l'université d'économie et de commerce de Vienne en tant que fellow du gouvernement autrichien et une année d'étude à l'université de Rome « La Sapienza » en tant que EU Fellow
Milatović obtient une maîtrise en économie (MPhil in Economics) à l'université d'Oxford. Il bénéficiait d'une bourse Chevening du gouvernement britannique.

### Carrière professionnelle
Jakov Milatović travaille chez NLB Group Podgorica et pour la Deutsche Bank à Francfort. En 2014, il rejoint la Banque européenne pour la reconstruction et le développement au sein du service d'analyse économique et politique. En 2019, il devient économiste principal pour les pays de l'Union européenne, dont la Roumanie, la Bulgarie, la Croatie et la Slovénie.

### Vie privée et familiale
Milatović est marié et a deux enfants. Il est chrétien orthodoxe serbe, baptisé au monastère d'Ostrog. Il parle couramment anglais et maîtrise l'italien et l'espagnol.

## Parcours politique

### Ministre de l'Économie et du Développement économique
Jakov Milatović est ministre de l'Économie et du Développement économique dans le gouvernement Krivokapić, du 4 décembre 2020 au 28 avril 2022,. À ce poste, avec le ministre des Finances, Milojko Spajić, il présente et met en œuvre le programme de réforme économique « L'Europe maintenant ».

### Lancement de L'Europe maintenant
En 2022, Milatović et Spajić fondent le parti politique centriste et anti-corruption Europe maintenant !, qui prend part aux élections locales de la même année. Tête de liste à Podgorica, Milatović est devancé de seize points par la liste du DPS et de ses alliés.

### Élection présidentielle de 2023
Jakov Milatović se présente à l'élection présidentielle de 2023 face à l'homme fort du pays et président sortant, Milo Đukanović.
Le 2 avril 2023, Milatović remporte le second tour avec près de 59 % des suffrages exprimés. Il est la plus jeune personne à être élue président dans l'histoire du pays. Milo Đukanović reconnait sa défaite le soir même avant de féliciter son adversaire. C'est la première fois depuis l'introduction du multipartisme en 1990 qu'un président monténégrin n'est pas issu du Parti démocratique des socialistes (DPS) ainsi que la première fois qu'un président sortant candidat à sa réélection est battu,. La victoire de Milatović est largement associée à son discours résolument anti-corruption et pro-européen, le nouveau président élu s'étant engagé à faire aboutir le plus rapidement possible la procédure d'adhésion du Monténégro à l'Union européenne, ouverte depuis 2010. Son champ d'action, dans le cadre d'un régime parlementaire, est cependant lié aux résultats des législatives de juin.

### Président du Monténégro
Jakov Milatović est investi président du Monténégro le 20 mai 2023, succédant à Milo Đukanović et devenant la plus jeune personne à exercer cette fonction.
En février 2024, il quitte le PES! sur fond de désaccords avec Milojko Spajić, président du parti et Premier ministre, concernant la composition de la majorité gouvernementale et la politique qu’il mène. Il s’oppose notamment à l’intégration des partis pro-Serbes dans la majorité soutenant le Gouvernement Spajić.

## Prises de position
Jakov Milatović vote en faveur de l'indépendance du Monténégro lors du référendum de 2006. Il soutient l'adhésion du pays à l'Union européenne et prône des relations plus étroites entre le Monténégro et la Serbie,. Il a été membre de la fondation Konrad-Adenauer.